# Ligue Féminine de Basket 2022-2023
Il campionato francese di pallacanestro femminile 2022-2023 (Ligue Féminine de Basket) è stato il venticinquesimo (85º in totale dal 1937).
Il Lyon ASVEL ha vinto il suo secondo titolo, battendo per 2-1 il Villeneuve-d'Ascq nella finale play-off.

## Regolamento
Le squadre classificate dal primo all'ottavo posto al termine della regular season si qualificano ai play-off per l'assegnazione del titolo di campione di Francia.
Le squadre classificate dal nono al dodicesimo posto partecipano ai play-out, l'ultima classificata del girone retrocede in LF2.

## Squadre partecipanti
Il campionato è costituito da 12 squadre. Nella stagione precedente Charnay è retrocessa in LF2; il suo posto è stato preso da Tolosa M.B., vincitrice dei play-off di LF2.
| Squadra            | Allenatore       | Campo di gioco                                 | Risultato stagione 2021-22 |
| ------------------ | ---------------- | ---------------------------------------------- | -------------------------- |
| C.J.M. Bourges     | Olivier Lafargue | Palais des sports du Prado di Bourges          | 1º posto in LFB, campione  |
| Lyon ASVEL         | David Gautier    | Salle Mado Bonnet di Lione                     | 3º posto in LFB, finalista |
| Villeneuve-d'Ascq  | Rachid Meziane   | Le Palacium di Villeneuve-d'Ascq               | 2º posto in LFB            |
| Basket Landes      | Julie Barennes   | Espace Mitterrand di Mont-de-Marsan            | 4º posto in LFB            |
| Flammes Carolo     | Romuald Yernaux  | Caisse d’Epargne Arena di Charleville-Mézières | 5º posto in LFB            |
| Roche Vendée       | Emmanuel Body    | Salle des Oudairies di La Roche-sur-Yon        | 6º posto in LFB            |
| U.F. Angers        | Aurélie Bonnan   | Salle Jean-Bouin di Angers                     | 7º posto in LFB            |
| Lattes Montpellier | Valéry Demory    | Palais des sports de Lattes di Lattes          | 8º posto in LFB            |
| Hainaut Basket     | Julien Pincemin  | Salle Maurice-Hugot di Saint-Amand-les-Eaux    | 9º posto in LFB            |
| Tarbes             | François Gomez   | Palais des sports du quai de l'Adour di Tarbes | 10º posto in LFB           |
| Landerneau         | Wani Muganguzi   | La Cimenterie di Landerneau                    | 11º posto in LFB           |
| Tolosa M.B.        | Xavier Noguer    | Gymnase Compans-Caffarelli di Tolosa           | 1º posto in LF2            |

## Stagione regolare

### Classifica
|  | Pos. | Squadra                    | Pt | G  | V  | P  | PtF  | PtS  | Diff. | CD    |
|  | ---- | -------------------------- | -- | -- | -- | -- | ---- | ---- | ----- | ----- |
|  | 1.   | Lyon ASVEL féminin         | 40 | 22 | 18 | 4  | 1718 | 1482 | +236  | 2-0   |
|  | 2.   | ESB Villeneuve-d’Ascq LM   | 40 | 22 | 18 | 4  | 1736 | 1507 | +229  | 0-2   |
|  | 3.   | Lattes Montpellier         | 39 | 22 | 17 | 5  | 1645 | 1443 | +202  |       |
|  | 4.   | Tango Bourges              | 38 | 22 | 16 | 6  | 1618 | 1454 | +164  |       |
|  | 5.   | Basket Landes              | 33 | 22 | 11 | 11 | 1548 | 1527 | +21   |       |
|  | 6.   | Roche Vendée               | 31 | 22 | 9  | 13 | 1634 | 1671 | -37   | 7 pt. |
|  | 7.   | Angers                     | 31 | 22 | 9  | 13 | 1628 | 1706 | -78   | 6 pt. |
|  | 8.   | FCBA Charleville-Mézières  | 31 | 22 | 9  | 13 | 1521 | 1671 | -150  | 5 pt. |
|  | 9.   | Tarbes Gespe Bigorre       | 30 | 22 | 8  | 14 | 1550 | 1613 | -63   | 2-0   |
|  | 10.  | Saint-Amand Hainaut Basket | 30 | 22 | 8  | 14 | 1500 | 1654 | -154  | 0-2   |
|  | 11.  | Toulouse Métropole Basket  | 28 | 22 | 6  | 16 | 1499 | 1619 | -120  |       |
|  | 12.  | Landerneau Bretagne        | 25 | 22 | 3  | 19 | 1478 | 1728 | -250  |       |

Legenda:
       Campione di Francia.
      Ammesse ai play-off.
      Ammesse ai play-out.
  Ammesse ai play-off o ai play-out.
      Retrocessa in LF2, dopo i play-out.
Regolamento:
Due punti a vittoria, uno a sconfitta.
In caso di parità di punteggio, contano gli scontri diretti e la classifica avulsa.

### Risultati
|                     | ANG   | BOU   | CME    | LBB   | LAN   | LYO   | MON   | RVE     | SAN   | TAR    | TMB   | VAS   |
| ------------------- | ----- | ----- | ------ | ----- | ----- | ----- | ----- | ------- | ----- | ------ | ----- | ----- |
| Angers              |       | 65–75 | 63–73  | 99–74 | 54–72 | 74–90 | 64–70 | 107–109 | 78–54 | 84–78  | 85–77 | 71–82 |
| Bourges             | 79–51 |       | 72–57  | 77–75 | 86–57 | 88–77 | 69–55 | 77–56   | 65–72 | 70–64  | 66–57 | 72–82 |
| Flammes Carolo      | 72–92 | 61–73 |        | 67–64 | 71–65 | 56–78 | 72–58 | 69–99   | 73–76 | 72–60  | 74–70 | 79–82 |
| Landerneau Bretagne | 73–75 | 73–83 | 74–67  |       | 74–64 | 63–82 | 59–75 | 60–96   | 72–77 | 82–107 | 66–82 | 52–92 |
| Basket Landes       | 71–75 | 71–67 | 80–67  | 84–79 |       | 58–76 | 79–67 | 75–76   | 72–54 | 69–66  | 80–44 | 74–80 |
| Lyon ASVEL          | 87–76 | 90–76 | 72–57  | 70–52 | 60–62 |       | 78–85 | 85–69   | 82–49 | 56–54  | 89–72 | 90–85 |
| Lattes Montpellier  | 80–52 | 65–61 | 80–82  | 70–57 | 80–70 | 89–78 |       | 83–47   | 80–76 | 87–72  | 63–52 | 69–82 |
| Roche Vendée        | 82–85 | 68–84 | 100–59 | 80–74 | 59–76 | 62–66 | 52–79 |         | 71–75 | 91–70  | 73–76 | 61–81 |
| Saint-Amand         | 72–78 | 65–72 | 88–78  | 88–72 | 55–73 | 61–89 | 47–87 | 65–73   |       | 89–93  | 61–54 | 76–87 |
| Tarbes              | 71–59 | 70–74 | 75–81  | 54–49 | 72–67 | 52–64 | 71–74 | 74–69   | 72–67 |        | 66–60 | 88–91 |
| Toulouse Métropole  | 81–72 | 52–77 | 82–62  | 75–77 | 81–69 | 70–83 | 66–68 | 79–82   | 59–78 | 74–66  |       | 55–78 |
| Villeneuve d'Ascq   | 84–69 | 71–55 | 68–72  | 64–57 | 84–60 | 72–76 | 57–81 | 72–59   | 74–55 | 84–55  | 84–81 |       |

## Play-off
|  | Quarti di finale | Quarti di finale     | Quarti di finale   |                   |                    | Semifinali        | Semifinali | Semifinali |  |  | Finale | Finale     | Finale |
|  |                  |                      |                    |                   |                    |                   |            |            |  |  |        |            |        |
|  | 1                | Lyon ASVEL           | 2                  |                   |                    |                   |            |            |  |  |        |            |        |
|  | 8                | Charleville-Mézières | 0                  |                   |                    |                   |            |            |  |  |        |            |        |
|  | 8                | Charleville-Mézières | 0                  |                   | 1                  | Lyon ASVEL        | 1          |            |  |  |        |            |        |
|  |                  |                      |                    |                   | 1                  | Lyon ASVEL        | 1          |            |  |  |        |            |        |
|  |                  | 4                    | Bourges            | 1                 |                    |                   |            |            |  |  |        |            |        |
|  | 4                | 4                    | Bourges            | 1                 | Bourges            | 1                 |            |            |  |  |        |            |        |
|  | 4                |                      |                    |                   | Bourges            | 1                 |            |            |  |  |        |            |        |
|  | 5                | Basket Landes        | 0                  |                   |                    |                   |            |            |  |  |        |            |        |
|  |                  |                      |                    |                   |                    |                   |            |            |  |  | 1      | Lyon ASVEL | 2      |
|  |                  |                      | 2                  | Villeneuve d'Ascq | 1                  |                   |            |            |  |  |        |            |        |
|  | 2                | Villeneuve d'Ascq    | 2                  |                   |                    |                   |            |            |  |  |        |            |        |
|  | 7                | Angers               | 0                  |                   |                    |                   |            |            |  |  |        |            |        |
|  | 7                | Angers               | 0                  |                   | 2                  | Villeneuve d'Ascq | 2          |            |  |  |        |            |        |
|  |                  |                      |                    |                   | 2                  | Villeneuve d'Ascq | 2          |            |  |  |        |            |        |
|  |                  | 3                    | Lattes Montpellier | 0                 |                    |                   |            |            |  |  |        |            |        |
|  | 3                | 3                    | Lattes Montpellier | 0                 | Lattes Montpellier | 1                 |            |            |  |  |        |            |        |
|  | 3                |                      |                    |                   | Lattes Montpellier | 1                 |            |            |  |  |        |            |        |
|  | 6                | Roche Vendée         | 1                  |                   |                    |                   |            |            |  |  |        |            |        |

### Quarti di finale
L'andata si è disputata il 2 maggio, il ritorno il 6 maggio 2023.
| Squadra 1                | Totale    | Squadra 2          | Andata | Ritorno |
| ------------------------ | --------- | ------------------ | ------ | ------- |
| Roche Vendée             | 171 - 173 | Lattes Montpellier | 79-73  | 92-100  |
| Angers                   | 132 - 185 | Villeneuve-d’Ascq  | 74-103 | 58-82   |
| FCBA Charleville-Mézière | 126 - 176 | Lyon ASVEL         | 79-91  | 47-85   |
| Basket Landes            | 129 - 156 | Bourges            | 70-70  | 59-86   |

### Semifinali
L'andata si è disputata il 9 maggio, il ritorno il 13 maggio 2023.
| Squadra 1          | Totale    | Squadra 2         | Andata | Ritorno |
| ------------------ | --------- | ----------------- | ------ | ------- |
| Lattes Montpellier | 130 - 148 | Villeneuve-d’Ascq | 60-75  | 70-73   |
| Bourges            | 153 - 160 | Lyon ASVEL        | 80-67  | 73-93   |

### Finale
Le gare si sono disputate il 17 a Villeneuve-d'Ascq, il 20 e il 22 maggio a Lione.
| Squadra 1         | Totale | Squadra 2  | Gara 1 | Gara 2 | Gara 3 |
| ----------------- | ------ | ---------- | ------ | ------ | ------ |
| Villeneuve-d’Ascq | 1 - 2  | Lyon ASVEL | 67-59  | 72-85  | 68-74  |

## Play-out
Le ultime quattro squadre della stagione regolare si incontrano disputando ciascuna 6 partite tra andata e ritorno, mantenendo i risultati che hanno ottenuto tra loro.

### Classifica
|  | Pos. | Squadra                    | Pt | G  | V | P | PtF | PtS | Diff. | CD |
|  | ---- | -------------------------- | -- | -- | - | - | --- | --- | ----- | -- |
|  | 1.   | Landerneau Bretagne        | 19 | 12 | 7 | 5 | 895 | 871 | +24   | +8 |
|  | 2.   | Tarbes Gespe Bigorre       | 19 | 12 | 7 | 5 | 839 | 832 | +7    | -8 |
|  | 3.   | Saint-Amand Hainaut Basket | 18 | 12 | 6 | 6 | 857 | 872 | -15   |    |
|  | 4.   | Toulouse Métropole Basket  | 16 | 12 | 4 | 8 | 864 | 880 | -16   |    |

Legenda:
      Retrocessa in LF2.
Regolamento:
Due punti a vittoria, uno a sconfitta.
In caso di parità di punteggio, contano gli scontri diretti e la classifica avulsa.

### Risultati
|                     | LBB   | SAH   | TGB    | TMB   |
| ------------------- | ----- | ----- | ------ | ----- |
| Landerneau Bretagne |       | 72–77 | 82–107 | 66–82 |
| Saint-Amand         | 88–72 |       | 89–93  | 61–54 |
| Tarbes              | 54–49 | 72–67 |        | 66–60 |
| Toulouse Métropole  | 75–77 | 59–78 | 74–66  |       |

## Verdetti
- Campione di Francia:  Lyon ASVEL (2º titolo).
Formazione:[6] Gabby Williams, Justė Jocytė, Sandrine Gruda, Laura Quevedo, Blake Dietrick, Alexia Chartereau, Dominique Malonga, Helena Ciak, Julie Allemand, Marine Johannès. Allenatore: David Gautier.
- Retrocessa in LF2:  Tolosa M.B.
- Vincitrice Coppa di Francia:  Basket Landes (2º titolo).
- Vincitrice Supercoppa:  C.J.M. Bourges (5º titolo).[7]